# Orgilus lautus
Orgilus lautus är en stekelart som beskrevs av Muesebeck 1970. Orgilus lautus ingår i släktet Orgilus och familjen bracksteklar. Inga underarter finns listade i Catalogue of Life.